# Virgen de Fátima (Ecuador)
Virgen de Fátima (span. für „Jungfrau von Fátima“) ist eine Ortschaft und eine Parroquia rural („ländliches Kirchspiel“) im Kanton San Jacinto de Yaguachi in der ecuadorianischen Provinz Guayas. Die Parroquia besitzt eine Fläche von 52,88 km². Die Einwohnerzahl lag im Jahr 2010 bei 14.189.

## Lage
Die Parroquia Virgen de Fátima liegt im Küstentiefland östlich der Großstadt Guayaquil. Der Río Taura durchquert das Gebiet in westlicher Richtung. Im Norden wird das Verwaltungsgebiet von der Fernstraße E40 (Durán–El Triunfo), im Osten von der Fernstraße E25 (Milagro–Naranjal) begrenzt. Der etwa 26 m hoch gelegene Hauptort befindet sich 17,5 km südsüdöstlich vom Kantonshauptort Yaguachi Nuevo, 13 km südsüdwestlich der Stadt Milagro sowie 22,5 km ostsüdöstlich von Durán.
Die Parroquia Virgen de Fátima grenzt im Westen an das Municipio von Durán, im Norden an die Parroquia Yaguachi Viejo, im Osten an die Parroquia Pedro J. Montero sowie im Süden an die Parroquia Taura (Kanton Naranjal).

## Geschichte
Die Parroquia Virgen de Fátima wurde im Jahr 1996 gegründet (Acuerdo Ministerial N° 407 vom 1. August; Registro Oficial N° 1005 vom 7. August).